# Hinkelien Schreuder
Hinkelien Schreuder (* 13. Februar 1984 in Goor) ist eine niederländische Rückenschwimmerin, die allerdings ihre größten internationalen Erfolge über die Freistil- und Schmetterlingsprintstrecken erreichen konnte.

## Werdegang
Derzeit lebt Schreuder in Eindhoven und studiert dort Physiotherapie. Sie trainiert mit Marcel Wouda bei der Schwimmabteilung der PSV Eindhoven.
Bei den Junioreneuropameisterschaften 1999 in Moskau trat Schreuder das erste Mal auf der internationalen Schwimmbühne auf. Zwei Jahre später, bei den Kurzbahneuropameisterschaften 2001 in Antwerpen, war sie Teil der niederländischen 4-mal-50-Meter-Freistilstaffel, mit der sie die Silbermedaille gewann. In diesem Jahr wurde sie auch zum niederländischen Talent des Jahres gewählt.
Des Weiteren verpasste sie die Qualifikation für die Olympischen Sommerspiele 2004 in Athen. Im Laufe der Jahre kristallisierte sie sich als Kurzbahnspezialistin heraus. 2006, bei den Kurzbahnweltmeisterschaften in Shanghai, war sie Mitglied der 4-mal-100-Meter-Freistilstaffel, die mit neuem Weltrekord die Goldmedaille gewann.
2008, bei den Europameisterschaften in Eindhoven, gewann sie über die 50 Meter Freistil die Silber- und mit der 4-mal-100-Meter-Lagenstaffel die Bronzemedaille. Nur wenige Tage nach den Europameisterschaften konnte sie bei den Kurzbahnweltmeisterschaften 2008 in Manchester überzeugen, als sie sich mit Marleen Veldhuis und Felicity Galvez spannende Duelle um die Goldmedaille über die 50 Meter Freistil und 50 Meter Schmetterling lieferte. Sie hatte zwar jeweils das Nachsehen und musste sich mit der Silbermedaille begnügen, doch konnte sie mit jeweils neuer persönlicher Bestleistung mehr als zufrieden sein.
Ihren bislang erfolgreichsten Wettkampf schwamm Schreuder in Istanbul bei den Kurzbahneuropameisterschaften 2009, als sie vierfache Europameisterin über 50 Meter Freistil und 50 Meter Schmetterling, sowie jeweils mit der 4-mal-50-Meter-Freistil- und 4-mal-50-Meter-Lagenstaffel.

## Rekorde

### Persönliche Rekorde
(NR = niederländischer Rekord)

#### Langbahn
- 50 Meter Freistil – 0:24,59 (24. März 2008 in Eindhoven)
- 50 Meter Rücken – 0:28,86 NR (23. März 2008 in Eindhoven)
- 100 Meter Rücken – 1:02,79 (20. März 2008 in Eindhoven)
- 50 Meter Schmetterling – 0:26,05 (26. Juni 2008 in Eindhoven)

#### Kurzbahn
- 50 Meter Freistil – 0:23,83 (13. April 2008 in Manchester)
- 50 Meter Rücken – 0:27,71 NR (21. Juni 2008 in Alkmaar)
- 100 Meter Rücken – 0:59,63 NR (16. Dezember 2005 Amsterdam)
- 200 Meter Rücken – 2:10,29 NR (18. Dezember 2005 Amsterdam)
- 50 Meter Schmetterling – 0:25,21 NR (12. Dezember 2008 in Rijeka)

### Internationale Rekorde
| Weltrekorde (4)                                                       | Weltrekorde (4) | Weltrekorde (4)   | Weltrekorde (4) |
| --------------------------------------------------------------------- | --------------- | ----------------- | --------------- |
| 100 m Lagen (Kurzbahn)                                                | 00:57,74 min    | 15. November 2009 | Berlin          |
| 4 × 50 m Freistil (Kurzbahn) (mit Kromowidjojo, Dekker und de Jonge)  | 01:33,25 min    | 11. Dezember 2009 | Istanbul        |
| 4 × 100 m Freistil (Kurzbahn) (mit Kromowidjojo, Dekker und Veldhuis) | 03:28,22 min    | 19. Dezember 2008 | Amsterdam       |
| 4 × 50 m Lagen (Kurzbahn) (mit Nijhuis, Dekker und Kromowidjojo)      | 01:42,69 min    | 12. Dezember 2009 | Istanbul        |
| (Stand: 9. August 2010)                                               |                 |                   |                 |